# Vaterpolski klub Stara Sava
Vaterpolski klub Stara Sava je vaterpolski klub iz Zagreba, osnovan 1995. godine.
Klupsko sjedište je na adresi Martićeva 38, Zagreb.

## Klupski uspjesi
Alpe Adria Waterpolo League
- prvak: 2014./15., 2015./16., 2017./18.